# Eunice (Louisiana)
Eunice ist eine Stadt (mit dem Status „City“) im St. Landry Parish und zu einem kleineren Teil im Acadia Parish im US-amerikanischen Bundesstaat Louisiana. Das U.S. Census Bureau hat bei der Volkszählung 2020 eine Einwohnerzahl von 9.422 ermittelt.

## Geschichte
Der Sheriff und spätere US Marshal C. C. Duson hatte 1887 zusammen mit seinem Bruder den Ort Crowley gegründet. Nördlich davon gründete er einen weiteren Ort, der dann nach seiner Gattin, Eunice Pharr Duson, benannt wurde. Er gewann die Gesellschaft Southern Pacific Transportation dafür, beide Orte per Bahn zu verbinden.
Im Jahr 2000 kam es in Eunice zu einem schweren Güterzugunfall auf dieser Strecke, sodass rund 3.500 der rund 11.500 Einwohner für rund fünf Tage evakuiert werden mussten. 2004 zahlte die verantwortliche Union Pacific Railroad dafür 65 Millionen Dollar Entschädigung.

## Infrastruktur
In Eunice gibt es drei Schulen. Es gibt ein Museum für Cajun-Musik, die auch aktiv im Ort gespielt wird.

## Bevölkerung
Nach der Volkszählung im Jahr 2010 lebten in Eunice 10.398 Menschen in 4146 Haushalten. Die Bevölkerungsdichte betrug 852,3 Einwohner pro Quadratkilometer. In den 4146 Haushalten lebten statistisch je 2,47 Personen.
Ethnisch betrachtet setzte sich die Bevölkerung zusammen aus 64,1 Prozent Weißen, 32,6 Prozent Afroamerikanern, 0,3 Prozent amerikanischen Ureinwohnern, 0,6 Prozent Asiaten sowie 1,1 Prozent aus anderen ethnischen Gruppen; 1,3 Prozent stammten von zwei oder mehr Ethnien ab. Unabhängig von der ethnischen Zugehörigkeit waren 2,3 Prozent der Bevölkerung spanischer oder lateinamerikanischer Abstammung.
26,4 Prozent der Bevölkerung waren unter 18 Jahre alt, 58,3 Prozent waren zwischen 18 und 64 und 15,3 Prozent waren 65 Jahre oder älter. 54,5 Prozent der Bevölkerung war weiblich.

Das mittlere jährliche Einkommen eines Haushalts lag bei 32.146 USD. Das Pro-Kopf-Einkommen betrug 19.719 USD. 25,0 Prozent der Einwohner lebten unterhalb der Armutsgrenze.

## Bekannte Bewohner
- Roy Brown (1925–1981) – Bluesmusiker – wuchs in Eunice auf
- Joseph LeDoux (* 1949) – Psychologe – geboren in Eunice
- Marc Savoy (* 1940), Akkordeonspieler und -bauer